# Milan Jovanović (Handballspieler)
Milan Jovanović (serbisch-kyrillisch Милан Јовановић; * 24. Januar 1998 in Vrbas, BR Jugoslawien) ist ein serbischer Handballspieler.

## Karriere

### Verein
Der 1,96 m große linke Rückraumspieler spielte in Serbien für den RK Vojvodina, mit dem er 2015, 2016, 2017 und 2018 die serbische Meisterschaft sowie 2015 den serbischen Pokal gewann. Zur Saison 2018/19 unterschrieb er einen Vertrag beim französischen Erstligisten Fenix Toulouse Handball. Noch in der Rückrunde der Saison 2017/18 zog er sich eine schwere Bänderverletzung im Knie zu, wodurch er in den nächsten vier Jahren nur dreimal in der französischen Starligue zum Einsatz kam. Nach einem Jahr ohne Verein kehrte zur Saison 2023/24 beim serbischen Verein Metaloplastika Šabac auf das Feld zurück. Seit 2024 läuft er wieder für Vojvodina auf. 2025 gewann er den serbischen Pokal.

### Nationalmannschaft
Mit der serbischen A-Nationalmannschaft belegte Milan Jovanović den 12. Platz bei der Europameisterschaft 2018, dabei warf er zehn Tore in fünf Einsätzen.